# The Madden Brothers
I The Madden Brothers sono un gruppo musicale pop rock statunitense composto dai fratelli Joel e Benji Madden, fondatori dei Good Charlotte.
Il disco d'esordio, pubblicato nel settembre 2014, ha avuto molto successo in Australia, dove ha raggiunto il primo posto in classifica e dove il duo è attivo anche come "coach" del talent-show The Voice Kids.

## Formazione
- Joel Madden - voce
- Benji Madden - chitarra, voce

Collaboratori
- Dean Butterworth - batteria, percussioni
- Serge Dmitrijevic - chitarra, basso
- Vintz Scheuerman - chitarra

## Discografia
Album studio
- 2014 - Greetings from California

Mixtape
- 2011 - Before - Volume One